# Merzario
Shannon je nekdanje italijansko moštvo in konstruktor Formule 1, ki je v Formuli 1 sodelovalo med sezonama 1978 in 1979. Skupno je moštvo nastopilo na enaintridesetih dirkah z dvaintridesetimi dirkalniki, za moštvo so dirkali Alberto Colombo, Arturo Merzario in Gianfranco Brancatelli.